# Federazione calcistica dell'Asia meridionale
La Federazione calcistica dell'Asia meridionale, ufficialmente South Asian Football Federation e nota con l'acronimo SAFF, è uno dei due gruppi in cui si è scissa la Federazione calcistica dell'Asia centrale e meridionale (CSAFF), che, a sua volta, costituiva uno dei quattro raggruppamenti regionali della Asian Football Confederation, la confederazione calcistica asiatica, composta quindi attualmente da cinque raggruppamenti. Sono affiliate alla SAFF sette associazioni calcistiche, localizzate in Asia meridionale.

## Istituzione e composizione
La South Asian Football Federation fu costituita nel 1997, i membri fondatori furono Bangladesh, India, Maldive, Nepal, Pakistan e Sri Lanka. Nel 2000, ai fondatori si aggiunse il Bhutan. Nel 2005, poi, vi fu l'ingresso dell'Afghanistan, che, nel 2014, però, ha lasciato la SAFF per entrare nella Central Asian Football Federation, l'altro gruppo nato dalla scissione della CSAFF.
Selezioni affiliate:
- Bangladesh
- Bhutan
- India
- Maldive
- Nepal
- Pakistan
- Sri Lanka

## Coppa della Federazione calcistica dell'Asia meridionale
La Federazione calcistica dell'Asia meridionale organizza la Coppa della Federazione calcistica dell'Asia meridionale, nota con le denominazioni inglesi di SAFF Championship o SAFF Cup, una competizione calcistica internazionale, che, attualmente, ha cadenza biennale, alla quale prendono parte le squadre nazionali delle federazioni affiliate. La prima e la seconda edizione della manifestazione si svolsero, rispettivamente, nel 1993 e nel 1995, quando ancora la SAFF non era stata istituita: difatti nel 1993, il torneo si chiamò South Asian Association of Regional Co-operation Gold Cup, mentre, nel 1995, la competizione prese il nome di South Asian Gold Cup. La SAFF organizza anche un campionato maschile Under 16 e un campionato femminile.